# السيدة جوزيف
كانت السيدة جوزيف (مواليد حوالي عام 1900 - وتوفيت في أواخر عقد الأربعينيات من القرن العشرين) تاجرة طوابع نشطة في لندن في أوائل القرن العشرين، وقد كُشف منذ ذلك الحين أنها مورد رئيسي للطوابع المزورة. بالتعاون مع زملائها، استُخدم أكثر من أربعمائة من أختام الطوابع المزورة، التي يعود تاريخها إلى عام 1949. قد لا تكون طوابع عدن المزورة (MJ10) الصادرة عام 1967 مزورة في ذلك الوقت. للأسف، هذهِ الطوابع مفقودة من أرشيف الجمعية الملكية لهواة جمع الطوابع في لندن.

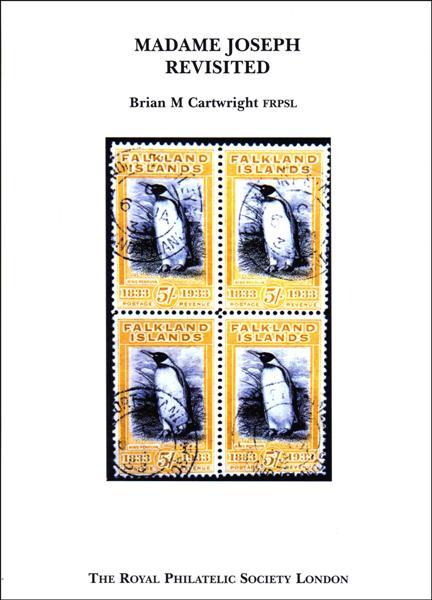
غلاف الطبعة الثانية من كتاب Madame Joseph Revisited للكاتب براين كارترايت يظهر إلغاءات أختام مزورة على طوابع بريدية أصلية لجزر فوكلاند تعود إلى عام 1933.

## أعمال التزوير
عُرفت السيدة جوزيف باسم "مدام جوزيف" نسبةً إلى لقبها جوزيف، وربما كانت فرنسية أو بلجيكية (اسمها الأول غير معروف). استخدمت جوزيف وشركاؤها وخلفاؤها أختامًا يدوية مزيفة لتحويل الطوابع الشائعة غير المستخدمة إلى طوابع مستعملة أكثر قيمة. كما استُخدمت بعض الطوابع المزيفة، وأختام الفلين، والرسوم الإضافية، والطباعة الفوقية. استُخدم أكثر من أربعمائة ختم مزيف، معظمها لطوابع دول الكومنولث البريطاني، ويُعتقد أن هناك على الأرجح أختامًا مزيفة أخرى لم تُكتشف بعد. ويُعتقد أن الأختام الخشبية صُنعت في فرنسا، بينما يُحتمل أن الأدوات المطلية بالزنكغراف والنحاس قد صُنعت في الأصل لاستخدامها كرسوم توضيحية للكتب أو الفهارس.
ربما انبثق اسم "مدام جوزيف" من اسم السيدة جوزيف كروغ من ريمس خلال الحرب العالمية الثانية، والتي أدارت عملية هروب سرية للطيارين البريطانيين الذين أُسقطت طائرتهم في فرنسا المحتلة. ربما لم تكن "مدام جوزيف" اسم شخص واحد، بل الاسم الحربي أو السري الذي استخدمتهُ هذهِ المجموعة، والتي عملت بسرية تامة بمساعدة جهاز العمليات الخاصة (SOE).
ووفقًا لبريان كارترايت، كان هناك أيضًا "السيد جوزيف"؛ ومع ذلك، فإن المعلومات عنهُ أقل بكثير من معلومات زوجته، ولأن السيدة جوزيف كانت مسؤولة عادةً عن خدمة الزبائن، فقد نُسبت إليها هذهِ الأعمال والتزويرات. لم يُحدد بعد المدى الدقيق لتورط السيد جوزيف في هذه الأعمال، وقد يكون أوسع نطاقًا مما كان يُعتقد سابقًا.
لقد كانت تجارة الطوابع مربحة للغاية، حيث كانت الطوابع المُعدّلة تُباع للتجار لإعادة بيعها لعملائهم. وقيل إن الطوابع المزيفة كانت تُؤجر أيضًا لتجار عديمي الضمير ليصنعوا طوابعهم الملغاة الفاخرة بأنفسهم؛ إلا أن المؤرخ البريدي تيد براود نفى ذلك. ووفقًا لبراود، كان للسيدة جوزيف مباني في شارع إيرفينغ، بالقرب من طريق تشارينغ كروس.
إن التواريخ الدقيقة التي حصل فيها ممارسة العمل غير معروفة؛ ومع ذلك، يبدو أن أول استخدام للإلغاءات البريدية كان بين الحربين العالميتين الأولى والثانية، وأحدث تاريخ لأي إلغاء مزيف هو عام 1949. وعثر على ثلاث أوراق تحتوي على 120 طبعة مختلفة في مجموعة ستانلي غيبونز المرجعية ويبدو أنها كانت مطوية مسبقًا، وذلك ربما لصنع كتيب من العينات. أحدث تاريخ لأي من هذه الإلغاءات هو 28 أغسطس 1915 لتاركواه، جولد كوست، لذلك من المؤكد أن العينات قد صنعت بعد ذلك بوقت ما.

## الخلفاء

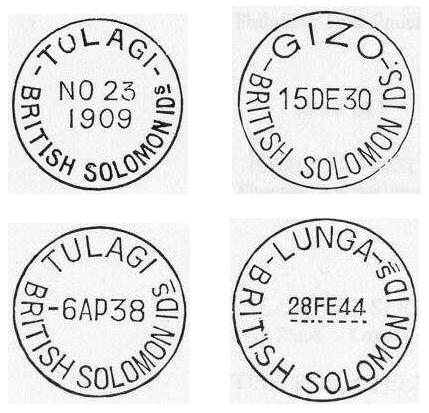
أختام إلغاءات مزورة لجزر سليمان البريطانية أعدتها السيدة جوزيف

في النهاية، انتقلت ملكية العمل إلى جوردون رودس، الذي كان يتاجر من 17 A شارع لايم، لندن، والذي سُجِّل متجره في دليل كيلي من عام 1935 إلى عام 1960. تولى موظفه، سيسيل جونز، إدارة المتجر بعد وفاة رودس. ويُقال إن جونز استخدمه كمصدر دخل دائم لتمويل إدمانه على القمار. في عام 1960، غيّر المتجر اسمه إلى شركة جنوب لندن للطوابع، ويُعتقد أن إنتاج الطوابع المزورة توقف في عقد الستينيات من القرن العشرين.

## أعمال مشابهة
في رسالة إلى "مجلة لندن لهواة الطوابع"، أشار تيد براود إلى تاجرين آخرين، يُعرفان فقط باسم "التاجر أ" و"التاجر ب"، كانا يمارسان أنشطة مماثلة في التزييف ويتعاونان معها. كتب براود أن "التاجر أ" كان لديهِ مخزون من قوالب الطوابع المستخدمة في طباعة صور المجلات والكتب، وكان يلغي أيضًا الطوابع غير المستعملة. كما كتب أن "التاجر ب"، الذي حاولت السيدة جوزيف معهُ دون جدوى إنشاء مصنع لإصلاح الطوابع، كان لديهِ أيضًا مخزون من أختام التاريخ المزيفة، قيل إنه أكبر من أختام السيدة جوزيف. ويُقال أيضًا إنه كانت لديه آلة تثقيب من صنع شقيقه الصناعي السويسري. وعلق براود بأن القول بأن عمليات السيدة جوزيف كانت محاطة بالسرية يُعد مبالغة، وأن عملها كان معروفًا في تجارة الطوابع آنذاك ببيع الطوابع "المُصلحة" مع خدمة الإلغاء كميزة إضافية.
في الآونة الأخيرة، ذُكر اسم إريك ديفيد بوي (مواليد 1900) - متجر طوابع المدينة، 1 شارع سانت سويثينز لين، لندن EC4، في رسالة إخبارية بتاريخ 1 مايو 1937 للإعلان عن طوابع التتويج. حُوكم بوي بتهمة تزوير طوابع اليوبيل الفضي، بناءً على إصرار روبسون لوي.
كانت لإريك ديفيد بوي علاقات مع شركة برودواي للطوابع وشركة هاريس ووايتهيرست في برمنغهام. قضى فترة عقوبته وأنشأ فرعًا لها في برمودا حوالي عام 1939. خدم برتبة ملازم في سفينة إتش إم إس جوشوك الساحلية، بياركو، ترينيداد، خلال الحرب العالمية الثانية - وكان يبيع الطوابع أيضًا. يشير تيد براود إلى أن القائد إي. دي. باوي كان في مالايا عند نهاية الحرب.
عاد عام 1946 إلى برمودا، حيث تخصص في طوابع الاحتلال الياباني لمالايا - وكتب كتابًا قصيرًا عن ذلك. كما كان خبيرًا في طوابع البريد، ويبدو أن معظمها صحيح.
في فبراير 1961، زار تاجر الطوابع إيفرارد ف. أغيلار في جامايكا. حوالي عام 1963، انتقل إلى مزرعة جيرسي روز، حيث باع أسهمه لهاري مارتن الابن من شركة إمباير ستامب في تورنتو. بحلول عام 1975، عاد بوي إلى برمودا، حيث واصل شجاره الحاد مع روبسون لوي. أُدخل في النهاية إلى مستشفى سانت بريندان، وهو مؤسسة للصحة العقلية في برمودا.

## التطورات الأخيرة

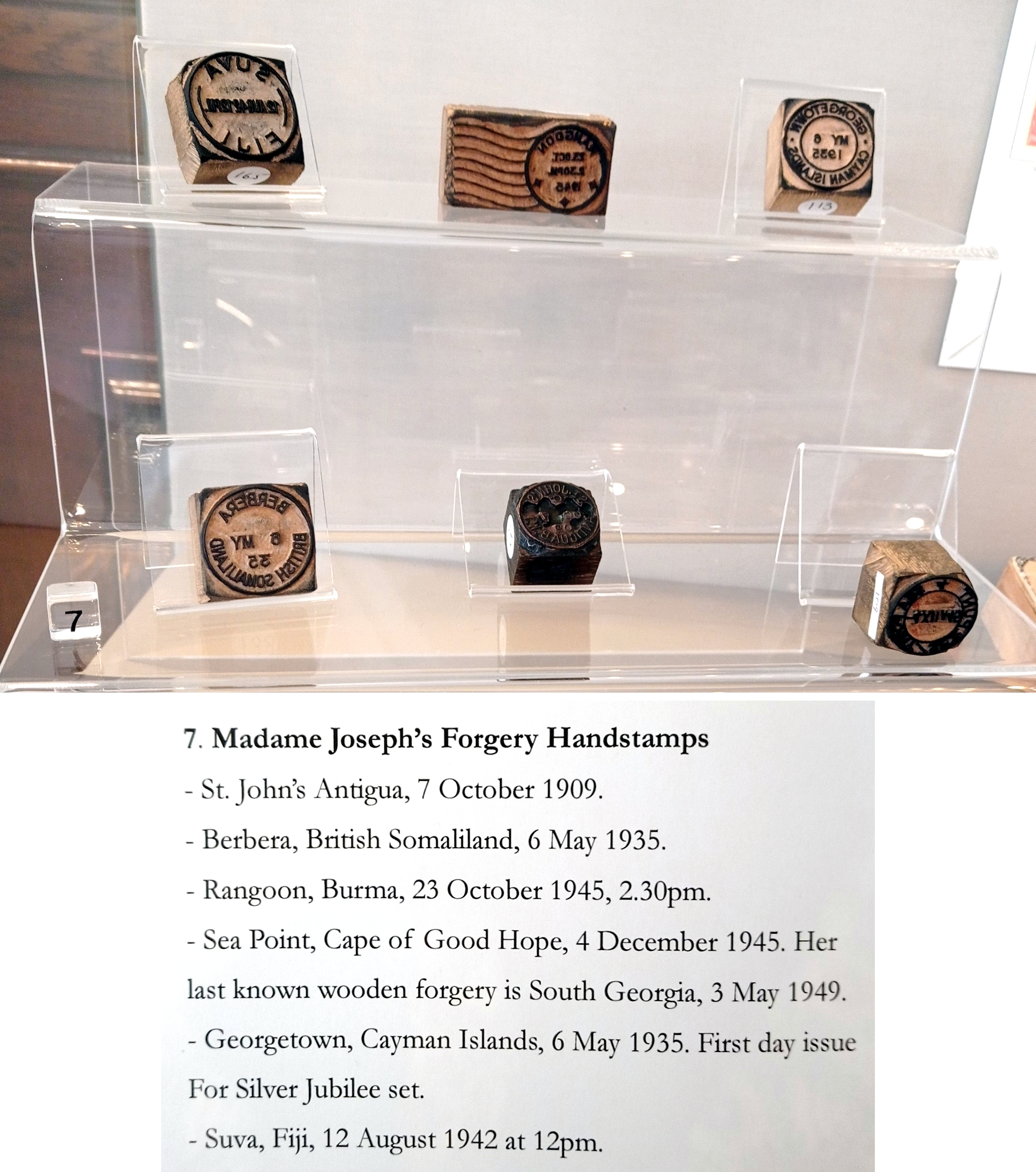
أختام إلغاء الطوابع من صنع مدام جوزيف

في أوائل عقد التسعينيات من القرن العشرين، اشترى تاجر الطوابع المتقاعد ديريك ووربويز أدوات وأختام الإلغاء الخاصة بالسيدة جوزيف ومتعلقاتها من كلايف سانتو لمنع استخدامها لاحقًا. كانت هذهِ المقتنيات ضمن ممتلكات والد كلايف الراحل جورج، الذي توفي عام 1990. واليوم، تُعرض مقتنيات السيدة جوزيف في متحف الجمعية الملكية لهواة جمع الطوابع في لندن.

## قراءة إضافية
- Worboys, Derek, & Roger B. West. Madame Joseph Forged Postmarks, foreword by Robson Lowe, Royal Philatelic Society London, 1994. (ردمك 0-900631-29-5).
- Cartwright, Brian M. "Madame Joseph Forged Cancellations", Gibbons Stamp Monthly, September 2002.
- Cartwright, Brian M. Madame Joseph Revisited, Royal Philatelic Society London, 2005. (ردمك 0-900631-38-4).

## روابط خارجية
- عرض تقديمي لـ RPSL بواسطة برايان كارترايت (من أرشيف الإنترنت)
- السيدة جوزيف - طوابع جزر سليمان الملغاة